# Đại Kim tự tháp Giza
Đại Kim tự tháp Giza là Kim tự tháp Ai Cập lớn nhất và là lăng mộ của Vương triều thứ Tư của pha-ra-ông Khufu. Được xây dựng vào đầu thế kỷ 26 trước Công nguyên trong khoảng thời gian 27 năm, đây là kim tự tháp lâu đời nhất còn nằm trong Bảy kỳ quan của thế giới cổ đại, và là kim tự tháp duy nhất với phần lớn còn nguyên vẹn. Là một phần của Quần thể kim tự tháp Giza, nó giáp với Giza ngày nay tại Greater Cairo, Ai Cập.
Ban đầu với chiều cao 146,6 mét (481 foot), Đại Kim Tự Tháp là cấu trúc nhân tạo cao nhất thế giới trong hơn 3.800 năm. Theo thời gian, hầu hết lớp vỏ đá vôi trắng mịn đã bị loại bỏ, điều này đã hạ thấp chiều cao của kim tự tháp xuống như hiện nay, còn 138,5 mét (454,4 ft). Những gì được nhìn thấy ngày nay là cấu trúc cốt lõi cơ bản. Cơ sở đo đạc là khoảng 230,3 mét (755,6 ft) vuông, cho một khối lượng khoảng 2,6 triệu mét khối (92 triệu foot khối), trong đó bao gồm cả một ngọn đồi bên trong.
Kích thước của kim tự tháp là cao 280 cubit hoàng gia (146,7 m; 481,4 ft), chiều dài cơ sở 440 cubits (230,6 m; 756,4 ft),với seked5+1/2 palm (độ dốc của 51°50'40").
Đại Kim tự tháp được xây dựng bằng cách khai thác khối lượng đá đá ước tính khoảng 2,3 triệu khối lớn với tổng trọng lượng 6 triệu tấn. Phần lớn các viên đá không đồng nhất về kích thước hoặc hình dạng và chỉ được trang trí sơ xài. Các lớp bên ngoài được liên kết với nhau bằng vữa. Chủ yếu là sử dụng đá vôi địa phương khai thác từ Cao nguyên Giza. Các khối khác được nhập khẩu bằng thuyền xuống sông Nile: Đá vôi trắng từ Tura để làm vỏ và các khối đá granit từ Aswan, nặng tới 80 tấn, cho cấu trúc Phòng Nhà Vua.
Có ba phòng được biết đến bên trong Đại kim tự tháp. Phần thấp nhất được cắt thành nền đá, trên đó xây kim tự tháp, nhưng vẫn chưa hoàn thành. Cái gọi là Phòng của Nữ hoàng và Phòng của Vua, chứa một cỗ quan tài bằng đá granit, nằm trên cao hơn, trong cấu trúc kim tự tháp. Tể tướng của Khufu là Hemiunu (còn gọi là Hemon), được một số người tin rằng là kiến trúc sư của Đại Kim tự tháp. Cho đến nay, nhiều giả thuyết khoa học và những giả thuyết khác nhau luôn cố gắng giải thích các kỹ thuật xây dựng chính xác của Kim tự tháp.
Quần thể lăng mộ xung quanh kim tự tháp bao gồm hai đền thờ được nối với nhau bằng một con đường đắp cao (một gần kim tự tháp và một gần sông Nile), lăng mộ cho gia đình và triều đình của Khufu, bao gồm ba kim tự tháp nhỏ hơn dành cho vợ của Khufu, một "kim tự tháp vệ tinh" thậm chí còn nhỏ hơn và năm Thuyền mặt trời bị chôn vùi.

## Ghi công cho Khufu

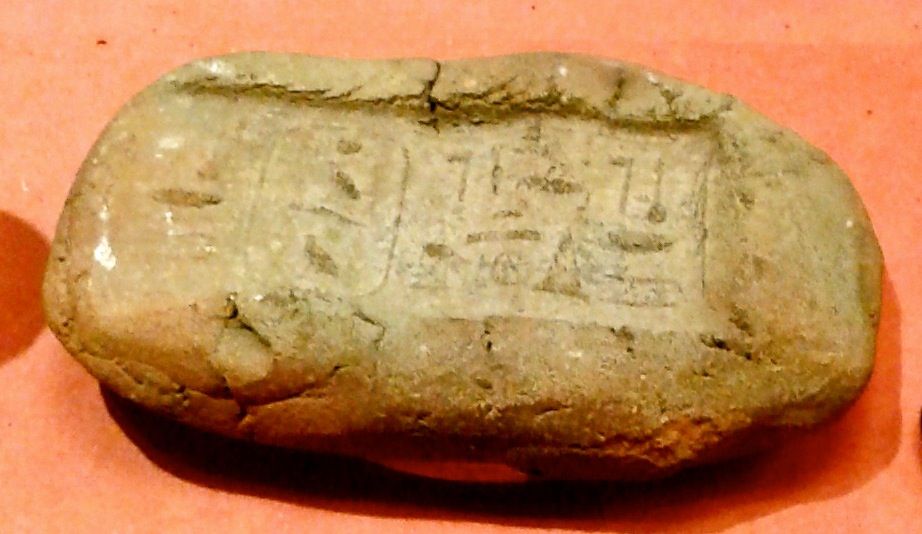
Con dấu bằng đất sét mang tên Khufu lấy từ Đại kim tự tháp hiện trưng bày tại bảo tàng Louvre

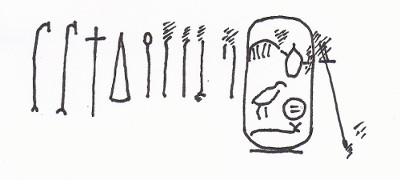
Mảnh khắc tước hiệu của Khufu được tìm thấy khắc trên một phiến đá phía sau của kim tự tháp.

Trong lịch sử, Đại Kim tự tháp được cho là của Khufu dựa trên lời của các tác giả cổ điển, trước hết là Herodotus và Diodorus Siculus. Tuy nhiên, trong thời Trung cổ, một số người khác cũng được ghi nhận là người xây dựng kim tự tháp, ví dụ Joseph, Nimrod hoặc vua Saurid.
Năm 1837, bốn Phòng bổ sung đã được tìm thấy phía trên Phòng của Vua sau khi đào hầm. Các căn phòng, trước đây không thể tiếp cận, được bao phủ với chữ tượng hình bằng sơn đỏ. Những công nhân xây dựng kim tự tháp đã đánh dấu các khối bằng tên của các nhóm thợ của họ, trong đó có tên của pharaoh (ví dụ: "Nhóm, white crown của Khnum-Khufu đầy quyền năng"). Tên của Khufu đã được viết trên các bức tường hơn chục lần. Một bức vẽ graffiti khác được Goyon tìm thấy trên khối bên ngoài của lớp thứ 4 của kim tự tháp. Các chữ khắc có thể so sánh với các chữ khắc được tìm thấy ở các địa điểm khác của Khufu, chẳng hạn như mỏ đá alabaster tại Hatnub hoặc bến cảng tại Wadi al-Jarf và cũng có mặt trong các kim tự tháp của các pharaoh khác.
Trong cuộc khai quật năm 2013, Nhật ký của Merer đã được tìm thấy tại Wadi al-Jarf. Nó ghi lại việc vận chuyển khối đá vôi màu trắng từ Tura đến Đại kim tự tháp, được nhắc đến hàng chục lần với tên ban đầu là Akhet Khufu (với một kim tự tháp có tính xác định). Nó nêu chi tiết rằng những viên đá đã được chấp nhận tại She Akhet-Khufu ("vực kim tự tháp Chân trời của Khufu") và Ro-She Khufu ("lối vào vực Khufu") dưới sự giám sát của Ankhhaf, anh trai cùng cha khác mẹ và là tể tướng của Khufu, đồng thời là chủ sở hữu của mastaba lớn nhất ở Cánh đồng phía Đông Giza.

## Niên đại
| Tác giả (năm)        | Ngày dự kiến |
| -------------------- | ------------ |
| Greaves (1646)       | 1266 BC      |
| Gardiner (1835)      | 2123 BC      |
| Lepsius (1849)       | 3124 BC      |
| Bunsen (1860)        | 3209 BC      |
| Mariette (1867)      | 4235 BC      |
| Breasted (1906)      | 2900 BC      |
| Hassan (1960)        | 2700 BC      |
| O'Mara (1997)        | 2700 BC      |
| Beckarath (1997)     | 2554 BC      |
| Arnold (1999)        | 2551 BC      |
| Spence (2000)        | 2480 BC      |
| Shaw (2000)          | 2589 BC      |
| Hornung (2006)       | 2509 BC      |
| Ramsey et al. (2010) | 2613–2577 BC |

Đại kim tự tháp lớn đã được xác định là khoảng 4600 năm tuổi bằng hai cách tiếp cận chính: gián tiếp, thông qua việc ghi nhận Khufu và niên đại của nó, dựa trên bằng chứng khảo cổ và văn bản; và trực tiếp, thông qua xác định niên đại bằng cacbon phóng xạ của vật liệu hữu cơ được tìm thấy trong kim tự tháp và có trong vữa của nó.

### Niên đại lịch sử
Trong quá khứ, Đại kim tự tháp được xác định niên đại bởi chỉ do công của Khufu, người đã đặt nền móng cho việc xây dựng Đại kim tự tháp trong triều đại của ông. Do đó việc xác định niên đại của kim tự tháp là vấn đề xác định niên đại của Khufu và triều đại thứ 4. Trình tự tương đối và tính đồng bộ của các sự kiện là tiêu điểm của phương pháp này.
The majority of recent chronological estimates date Khufu and his pyramid roughly between 2700 and 2500 BC.

### Xác định niên đại bằng cacbon phóng xạ
Vữa được sử dụng rộng rãi trong việc xây dựng Đại kim tự tháp. Trong quá trình trộn, tro từ đám cháy đã được thêm vào vữa, vật liệu hữu cơ có thể được chiết xuất và do theo niên đại cacbon phóng xạ. Tổng cộng 46 mẫu vữa được lấy vào năm 1984 và 1995, đảm bảo rằng chúng rõ ràng là vốn có của cấu trúc ban đầu và không thể trộn lẫn vào ngày sau đó. Các kết quả đã được hiệu chỉnh vào năm 2871–2604 trước Công nguyên. Vấn đề gỗ cũ được cho là nguyên nhân chính gây ra sự bù đắp 100–300 năm, vì tuổi của vật liệu hữu cơ được xác định, chứ không phải khi nó được sử dụng lần cuối. Việc phân tích lại dữ liệu đã đưa ra ngày hoàn thành của kim tự tháp la trong khoảng từ năm 2620 đến năm 2484 trước Công nguyên, dựa trên các mẫu ít tuổi hơn.

### Lịch sử xác định niên đại của Khufu và Đại kim tự tháp
Vào khoảng năm 450 trước Công nguyên, Herodotus cho rằng Đại Kim tự tháp là cho Cheops (tên Hy Lạp hóa của Khufu), nhưng lại đặt triều đại một cách sai lầm là vào sau thời kỳ Ramesside. Manetho, khoảng 200 năm sau, đã soạn một danh sách phong phú của các vị vua Ai Cập mà ông chia thành các triều đại, gán Khufu vào vị trí thứ 4. Tuy nhiên, sau những thay đổi ngữ âm trong ngôn ngữ Ai Cập và do đó là bản dịch tiếng Hy Lạp, "Cheops" đã chuyển thành "Souphis" (và các phiên bản tương tự).
Niên đại Ai Cập tiếp tục được tinh chỉnh và dữ liệu từ nhiều ngành bắt đầu được đưa vào dữ liệu, chẳng hạn như niên đại phát quang, xác định niên đại bằng carbon phóng xạ và dendrochronology. Ví dụ, Ramsey et al. bao gồm hơn 200 mẫu cacbon phóng xạ trong mô hình của họ.

## Hồ sơ lịch sử

### Kiến trúc thượng cổ

#### Herodotus

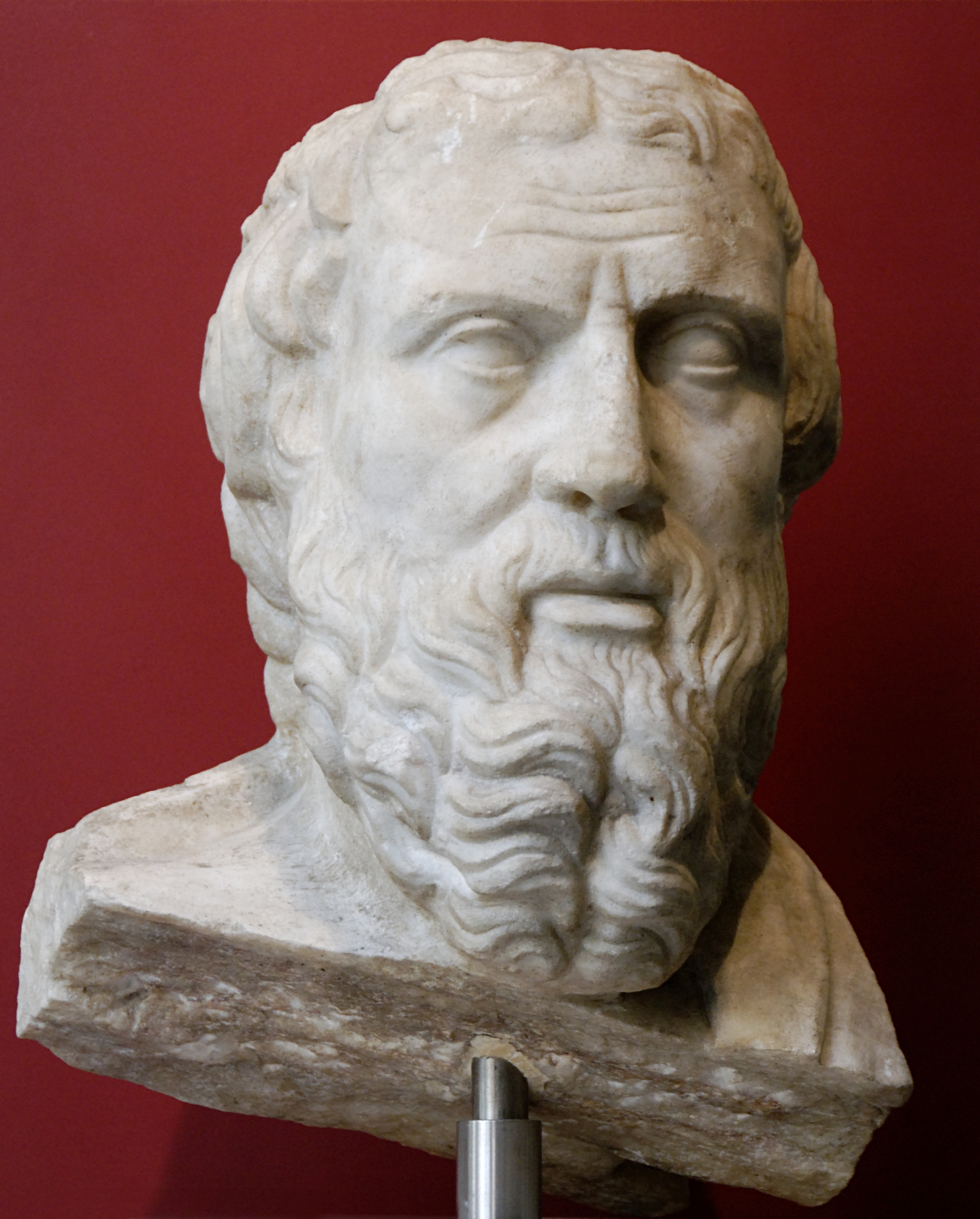
Nhà sử học Hy Lạp Herodotus là một trong những tác gia lớn đầu tiên thảo luận về Kim Tự Tháp.

Nhà sử học Hy Lạp cổ đại Herodotus đã bắt đầu viết về kim tự tháp vào thế kỷ thứ 5 trước Công nguyên, ông là một trong những tác giả lớn đầu tiên đề cập đến kim tự tháp. Trong cuốn sách thứ hai của ông là Sử ký, ông bắt đầu thảo luận về lịch sử của Ai Cập và Đại Kim tự tháp. Báo cáo này được viết ra sau khi cấu trúc đã tồn tại hơn 2000 năm, có nghĩa là Herodotus thu thập kiến thức chủ yếu từ nhiều nguồn gián tiếp, bao gồm các quan chức và linh mục cấp thấp, người Ai Cập địa phương, người nhập cư Hy Lạp và thông dịch viên của chính Herodotus. Theo đó, những lời giải thích của ông thể hiện một hỗn hợp của những mô tả dễ hiểu, thuộc về cá nhân, những báo cáo sai lầm và truyền thuyết viển vông; do đó, nhiều suy đoán và nhầm lẫn sai sót về di tích có thể bắt nguồn từ Herodotus và công việc của ông.
Herodotus cũng mô tả một dòng chữ bên ngoài kim tự tháp, theo các dịch giả của ông, cho biết lượng củ cải, tỏi và hành tây mà các công nhân sẽ ăn khi làm việc trên kim tự tháp. Đây có thể là một ghi chú về công việc trùng tu mà Khaemweset, con trai của Ramesses II, đã thực hiện. Rõ ràng, những người bạn đồng hành và thông dịch viên của Herodotus không thể đọc được các chữ tượng hình hoặc cố tình cung cấp cho ông thông tin sai lệch.

#### Diodorus Siculus
Giữa năm 60 và 56 trước Công nguyên, nhà sử học Hy Lạp cổ đại Diodorus Siculus đã đến thăm Ai Cập và sau đó đã viết cuốn sách đầu tiên của ông là Bibliotheca historyca về vùng đất, lịch sử và di tích của nó, bao gồm cả Đại Kim tự tháp. Tác phẩm của Diodorus được truyền cảm hứng từ các nhà sử học trong quá khứ, nhưng ông cũng tách mình khỏi Herodotus, người mà Diodorus tuyên bố là chỉ biết kể những câu chuyện kỳ diệu và huyền thoại. Diodorus có lẽ đã rút ra kiến thức của ông từ công việc dang dở của Hecataeus của Abdera, và giống như Herodotus, ông cũng đặt người xây dựng kim tự tháp, "Chemmis," sau Ramses III. Theo báo cáo của ông, cả Chemmis (Khufu) và Cephren (Khafre) đều không được chôn cất trong kim tự tháp của họ, mà là ở những nơi bí mật, vì sợ rằng những người bề ngoài bị buộc phải xây dựng các công trình sẽ tìm kiếm cơ thể để trả thù; với khẳng định này, Diodorus đã củng cố mối liên hệ giữa việc xây dựng kim tự tháp và chế độ nô lệ.

#### Strabo
Nhà địa lý, triết gia và sử gia người Hy Lạp Strabo đã đến thăm Ai Cập vào khoảng năm 25 trước Công nguyên, ngay sau khiAi Cập bị người La Mã thôn tính. Trong tác phẩm của ông là Geographica, ông lập luận rằng các kim tự tháp là nơi chôn cất các vị vua, nhưng ông không đề cập đến vị vua nào được chôn cất trong công trình kiến trúc. Strabo cũng đề cập: "Ở độ cao vừa phải, một trong hai bên là một tảng đá, có thể được đưa ra ngoài; khi loại bỏ nó, sẽ có một lối đi xiên vào lăng mộ." Tuyên bố của ông đã tạo ra nhiều suy đoán, vì nó gợi ý rằng kim tự tháp có thể đã bị đột nhập vào thời điểm này.

#### Pliny the Elder

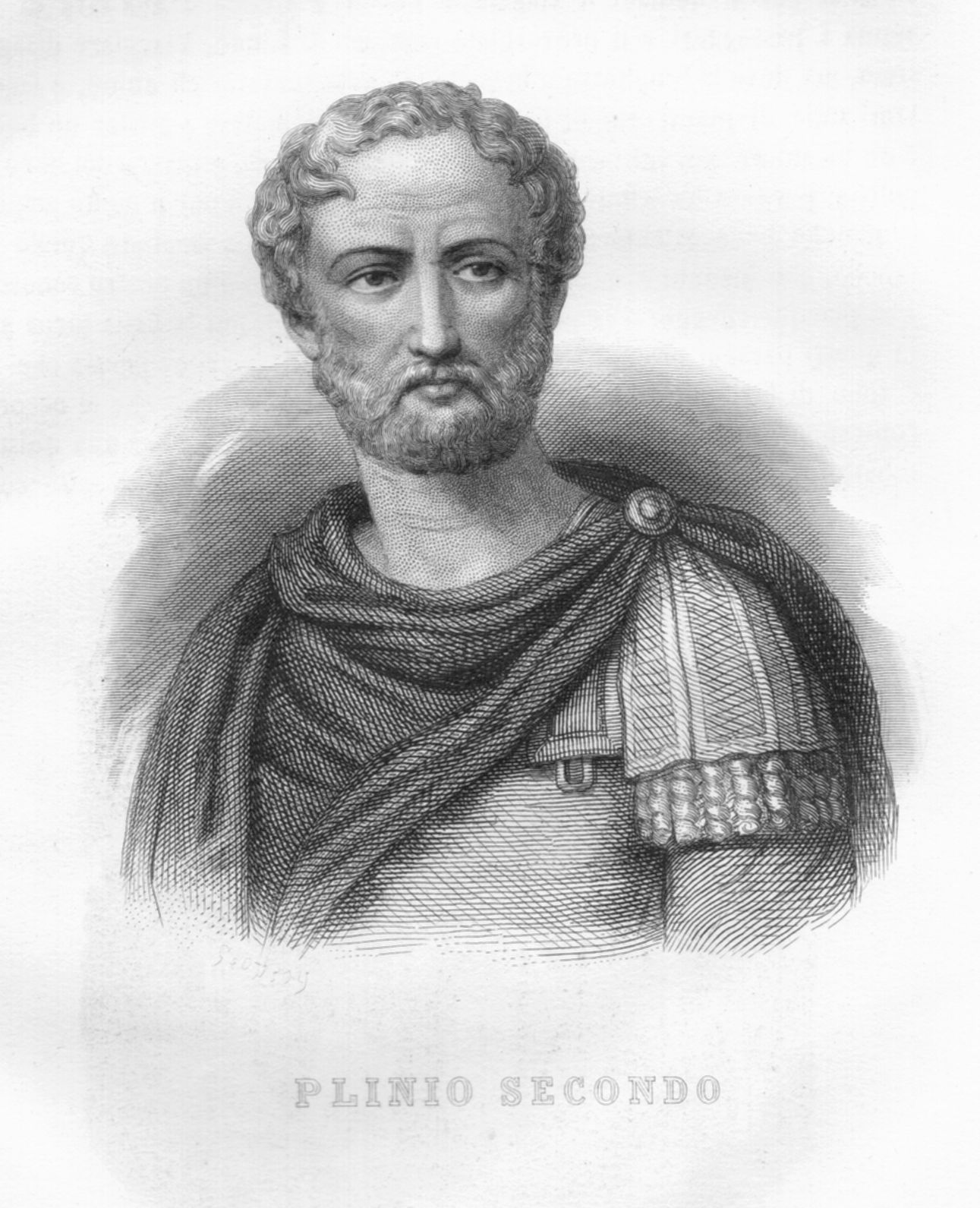
Trong Đế chế La Mã, Pliny the Elder lập luận rằng "cầu" được sử dụng để vận chuyển đá lên đỉnh của Đại Kim tự tháp.

Nhà văn La Mã Pliny the Elder đã viết vào thế kỷ thứ nhất sau Công nguyên, lập luận rằng Đại kim tự tháp đã được nâng lên, hoặc "để ngăn chặn các tầng lớp thấp hơn bị bỏ trống", hoặc là một biện pháp để ngăn chặn của cải giàu có của các pharaoh rơi vào tay đối thủ hoặc người kế nhiệm. Pliny không suy đoán về vị pharaoh đang được đề cập, rõ ràng lưu ý rằng "sự ngẫu nhiên [đã] khiến tên tuổi của những người đã dựng lên những đài tưởng niệm tuyệt vời như vậy về sự hư vô của họ bị lãng quên." Khi cân nhắc xem làm thế nào những viên đá có thể được vận chuyển đến một độ cao khổng lồ như vậy, ông đưa ra hai giải thích: Đó là hoặc là những gò đất rộng lớn đá nitre và muối được chất thành đống trên kim tự tháp, sau đó chúng chảy xuôi theo dòng nước từ con sông. Hoặc, những "cây cầu" được xây dựng, gạch của họ sau đó được phân phối để xây dựng nhà ở của các cá nhân, lập luận rằng mực nước sông quá thấp để các con kênh có thể đưa nước lên đến kim tự tháp. Pliny cũng kể lại rằng "theo suy đoán, trong nội thất của Kim tự tháp lớn nhất có một cái giếng, sâu tám mươi sáu cubit [45,1 m; 147,8 ft], tiếp giáp với sông". Hơn nữa, ông mô tả một phương pháp được Thales của Miletus phát hiện ra để xác định chiều cao của kim tự tháp bằng cách đo bóng của nó.

### Thời hậu cổ đại và Trung cổ
Trong thời kỳ hậu cổ đại, việc hiểu sai các kim tự tháp là "vựa lúa của Joseph" bắt đầu trở nên phổ biến. Bằng chứng văn bản đầu tiên về mối liên hệ này được tìm thấy trong các câu chuyện của một nữ hành hương Cơ đốc giáoEgeria, người ghi lại rằng trong chuyến thăm của bà từ năm 381 đến năm 384 sau Công nguyên, "trong đoạn đường mười hai dặm giữa Memphis và Babylonia [= Cairo cũ] là nhiều kim tự tháp mà Joseph đã làm để chứa ngô." Mười năm sau, việc sử dụng này được xác nhận trong cuộc du hành ẩn danh của bảy nhà sư khởi hành từ Jerusalem để thăm các nhà khổ hạnh nổi tiếng ở Ai Cập, trong đó báo cáo rằng họ "đã nhìn thấy kho thóc của Joseph, nơi ông cất giữ ngũ cốc trong Kinh thánh." Cách sử dụng cuối thế kỷ thứ 4 này được khẳng định thêm trong chuyên luận địa lý Cosmographia do Julius Honorius viết vào khoảng năm 376 sau Công nguyên, giải thích rằng các Kim tự tháp được gọi là "kho thóc của Joseph" (horrea Ioseph). Tham chiếu này từ Julius rất quan trọng, vì nó chỉ ra rằng nhận dạng bắt đầu lan rộng từ người hành hương du lịch. Vào năm 530 sau Công nguyên, Stephanos của Byzantium đã bổ sung thêm ý tưởng này khi ông viết trong cuốn Ethnica rằng từ "kim tự tháp" được kết nối với từ tiếng Hy Lạp πυρός (puros), có nghĩa là lúa mì.

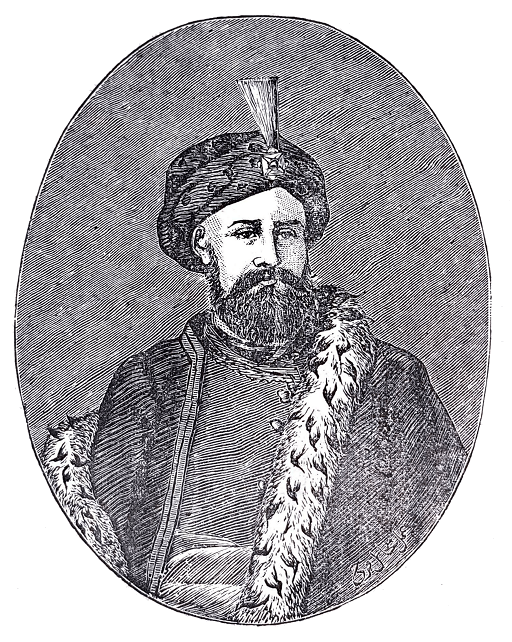
Abbasid Caliph Al-Ma'mun (786–833 CN) được cho là đã đào hầm từ mặt bên của Đại Kim tự tháp.

Vào cuối thời Trung cổ, Đại kim tự tháp đã trở nên nổi tiếng là một công trình kiến trúc bị ma ám. Nhiều người cảm thấy sợ hãi khi bước vào vì đây là nơi sinh sống của các loài động vật như dơi.

## Xây dựng

### Chuẩn bị cho vị trí xây dựng
Một ngọn đồi sẽ được chọn để làm nơi hình thành nên cơ sở cho các kim tự tháp đứng trên đó. Nó sẽ được cắt lại thành các bậc và chỉ có một dải xung quanh chu vi được san bằng,  phần được đo là kích thước ngang và phẳng trong khoảng 21 milimét (0,8 in). Phần nền móng đạt đến chiều cao gần 6 mét (20 ft) nằm phía trên phần đế kim tự tháp tại vị trí Grotto.
Dọc theo các mặt của bệ cơ sở, một loạt các lỗ sẽ được khoét trên nền đá. Lehner đưa ra giả thuyết rằng họ đã giữ các cột gỗ cho việc căn chỉnh. Edwards cũng như những người khác, đã đề xuất việc sử dụng nước cho phần nền của bệ, mặc dù không rõ hệ thống như vậy sẽ thực tế và mang tính khả thi như thế nào..

### Vật liệu
Đại kim tự tháp ước tính bao gồm 2,3 triệu khối xếp lại với nhau. Khoảng 5,5 triệu tấn đá vôi, 8.000 tấn đá granit và 500.000 tấn vữa đã được sử dụng để xây dựng kim tự tháp.
Hầu hết các khối là đá ở Giza, nằm ngay phía nam của kim tự tháp, khu vực này nay gọi là Central Field.
Đá vôi trắng được sử dụng làm phần phủ có nguồn gốc từ Tura (cách 10 km (6,2 mi) về phía nam Giza) và vận chuyển bằng thuyền dọc theo sông Nile. Năm 2013, các nhà khảo cổ học tìm ra những cuộn giấy cói được gọi là Nhật ký của Merer, nó thuộc về một người giám sát việc vận chuyển đá vôi và các vật liệu xây dựng khác từ Tura đến Giza trong lần cuối cùng năm trị vì của Khufu.
Đá Granit trong kim tự tháp được vận chuyển từ Aswan, cách đó hơn 900 km (560 mi). Những khối đá lớn nhất, nặng từ 25 đến 80 tấn, tạo thành các mái của "buồng của Vua" và "buồng giảm bớt" phía trên nó. Người Ai Cập cổ đại cắt đá thành các khối thô bằng cách dùng búa đóng các rãnh vào bề mặt đá tự nhiên, chèn các nêm gỗ, sau đó ngâm chúng với nước. Khi các miếng nêm hấp thụ nướ, cũng sẽ nở ra, phá vỡ tảng đá thành các khối có thể thi công được. Sau khi các khối đá được cắt, chúng được chở bằng thuyền lên hoặc xuống sông Nile để đến kim tự tháp.

### Lực lượng lao động
Người Hy Lạp tin rằng họ đã sử dụng cácnô lệ, nhưng những khám phá hiện đại được thực hiện tại các trại công nhân gần đó liên quan đến việc xây dựng tại Giza cho thấy nó được xây dựng bởi hàng nghìn lính nghĩa vụ .
Những bức vẽ graffiti của công nhân được tìm thấy tại Giza cho thấy những thước kẻ chia thành zau (số ít là za), các nhóm gồm 40 người đàn ông, bao gồm bốn đơn vị con mà mỗi đơn vị có một "Giám thị nhóm Mười người".
Đối với câu hỏi về việc làm thế nào có thể cắt hơn hai triệu khối đá trong suốt cuộc đời của Khufu, thợ đá Franck Burgos đã tiến hànhthí nghiệm khảo cổ học dựa trên một mỏ đá bị bỏ hoang của Khufu được phát hiện vào năm 2017. Trong đó, một khối đá gần như đã hoàn thành và các công cụ được sử dụng để cắt nó gồm: đục làm bằngđồng thạch tín cứng, vồ gỗ, dây thừng và các công cụ bằng đá. Trong thí nghiệm, các bản sao của chúng được sử dụng để cắt một khối nặng khoảng 2,5 tấn (kích thước khối trung bình sử dụng cho Đại kim tự tháp). Bốn công nhân đã mất 4 ngày (với mỗi người làm việc 6 giờ một ngày) để khai quật. Sự chậm chạp ban đầu đã tăng lên gấp sáu lần khi viên đá bị nước làm ướt. Dựa trên dữ liệu, Burgos ngoại suy rằng cần khoảng 3.500 người khai thác đá mới có thể sản xuất 250 khối/ngày để hoàn thành Đại kim tự tháp trong 27 năm.
Một nghiên cứu quản lý xây dựng thực hiện năm 1999, cùng với Mark Lehner và các nhà Ai Cập học khác, đã ước tính rằng tổng dự án yêu cầu lực lượng lao động trung bình khoảng 13.200 người và cao điểm nhất là khoảng 40.000 người.

### Khảo sát và thiết kế
Các phép đo chính xác đầu tiên của kim tự tháp được thực hiện bởi nhà Ai Cập học Flinders Petrie vào năm 1880–1882 và xuất bản trong sách The Pyramids and Temples of Gizeh. Nhiều viên đá bọc ngoài và các khối buồng bên trong của Đại kim tự tháp khớp với nhau với độ chính xác cao, với các khớp nối trung bình chỉ rộng 0,5 milimét (0,020 in). Ngược lại, các khối lõi chỉ có hình dạng gần đúng, với những đống đổ nát được chèn vào giữa những khoảng trống lớn hơn. Vữa được sử dụng để kết dính các lớp bên ngoài với nhau và lấp đầy các khoảng trống và khớp nối.
Chiều cao và trọng lượng của khối có xu hướng nhỏ dần về phía trên cùng. Petrie đo lớp thấp nhất cao 148 xentimét (4,86 ft), trong khi các lớp ở phía đỉnh gần như không vượt quá 50 xentimét (1,6 ft).
Độ chính xác của chu vi hình chóp sao cho bốn cạnh của đáy có sai số trung bình chỉ là 58 milimét (2,3 inch) theo chiều dài và phần đế hoàn thiện được bình phương thành sai số góc trung bình chỉ 12 giây của cung.
Kích thước thiết kế hoàn chỉnh được đo ban đầu là cao 280 cubit hoàng gia (146,7 m; 481,4 ft) và dài 440 cubits (230,6 m; 756,4 ft) ở mỗi cạnh trong bốn cạnh nền. Người Ai Cập cổ đại sử dụng seked để mô tả độ dốc. Đối với Đại kim tự tháp, người ta đã chọn 5+1/2 lòng bàn tay, tỷ lệ 14 đến 11 in.
Một số nhà Ai Cập học cho rằng độ dốc này được chọn vì tỷ lệ giữa chu vi và chiều cao (1760/280 cubits) bằng 2 π với độ chính xác hơn 0,05 phần trăm (tương ứng với giá trị xấp xỉ nổi tiếng của π như 22/7). Verner đã viết, "Chúng ta có thể kết luận rằng mặc dù người Ai Cập cổ đại không thể xác định chính xác giá trị của π, nhưng trong thực tế họ đã sử dụng nó". Petrie kết luận: "nhưng những mối quan hệ này của các khu vực và tỷ lệ vòng tròn có hệ thống đến mức chúng ta nên cho rằng chúng nằm trong thiết kế của người xây dựng". Những người khác lập luận rằng người Ai Cập cổ đại không có khái niệm về số pi và sẽ không hề có ý mã hóa nó trong các đài kỷ niệm của họ và rằng độ dốc của kim tự tháp quan sát được có thể chỉ dựa trên seked.

#### Căn chỉnh với các hướng chính
Các mặt của chân đế của Đại kim tự tháp được căn chỉnh chặt chẽ theo bốn hướng cơ bản địa lý (không dựa trên từ tính), lệch trung bình 3 phút 38 giây của cung, hoặc khoảng một phần mườiđộ. Một số phương pháp đã được đề xuất về việc làm thế nào người Ai Cập cổ đại có thể đạt được mức độ chính xác này:
- Phương pháp Solar Gnomon: Bóng của một thanh thẳng đứng được theo dõi suốt một ngày. Đường bóng bị cắt bởi một vòng tròn được xung quanh đế. Kết nối các điểm giao nhau tạo ra một đường đông tây. Một thử nghiệm sử dụng phương pháp này đã dẫn đến trung bình các dòng bị lệch 2 phút, 9 giây theo hướng đông-tây. Sử dụng lỗ kim tạo ra kết quả chính xác hơn nhiều (lệch 19 vòng cung giây), trong khi sử dụng một khối có góc cạnh làm công cụ xác định bóng kém chính xác hơn (lệch 3′ 47″).[73]
- Phương pháp Pole Star: Sao cực được theo dõi bằng cách sử dụng một thiết bị ngắm có thể di chuyển và dây dọi cố định. Một nửa giữa độ giãn dài cực đại phía đông và phía tây chính là hướng bắc thực. Thuban, sao cực trong thời kỳ Vương quốc Cổ, cách thiên cực khoảng hai độ vào thời điểm đó.[74]
- Phương pháp chuyển tuyến đồng thời: Các ngôi sao Mizar và Kochab xuất hiện trên một đường thẳng đứng trên đường chân trời, gần với phía bắc thực vào khoảng 2500 năm TCN. Chúng chuyển dịch chậm và đồng thời về phía đông theo thời gian, được sử dụng để giải thích sự lệch lạc tương đối của các kim tự tháp.[24][75]

### Lý thuyết xây dựng
Nhiều lý thuyết thay thế từng được đề xuất, thường mâu thuẫn với nhau, liên quan đến kỹ thuật xây dựng kim tự tháp. Một bí ẩn về việc xây dựng kim tự tháp chính là quy hoạch của nó. John Romer cho rằng họ đã sử dụng cùng một phương pháp đã được sử dụng cho các công trình xây dựng trước đó và sau này, đặt các phần của kế hoạch trên mặt đất với tỷ lệ 1-1. Ông viết rằng "một sơ đồ làm việc như vậy cũng sẽ phục vụ cho việc tạo ra kiến trúc của kim tự tháp với độ chính xác chưa từng có bằng bất kỳ phương tiện nào khác".
Các khối đá bazan của ngôi đền kim tự tháp cho thấy "bằng chứng rõ ràng" về việc đã bị cắt bằng một loại cưa nào đó với lưỡi cắt ước tính dài 15 foot (4,6 m). Romer cho rằng "siêu cưa" này có thể có răng bằng đồng và nặng tới 15 foot (4,6 m). Ông đưa ra giả thuyết rằng một chiếc cưa như vậy có thể được gắn vào giá đỡ có khung bằng gỗ và có thể sử dụng cùng với dầu thực vật, cát cắt, đá nhám hoặc thạch anh để cắt thành các khối, mà sẽ cần đến sức lao động của ít nhất một chục người đàn ông để vận hành nó.

## Lớp ngoài

Bản đồ khu Kim tự tháp Giza

### Lớp đá bọc ngoài

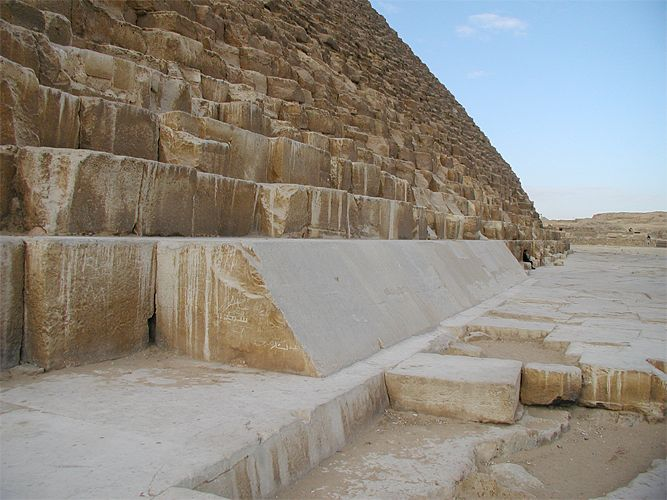
Những viên đá bọc còn lại ở phía bắc của Đại kim tự tháp

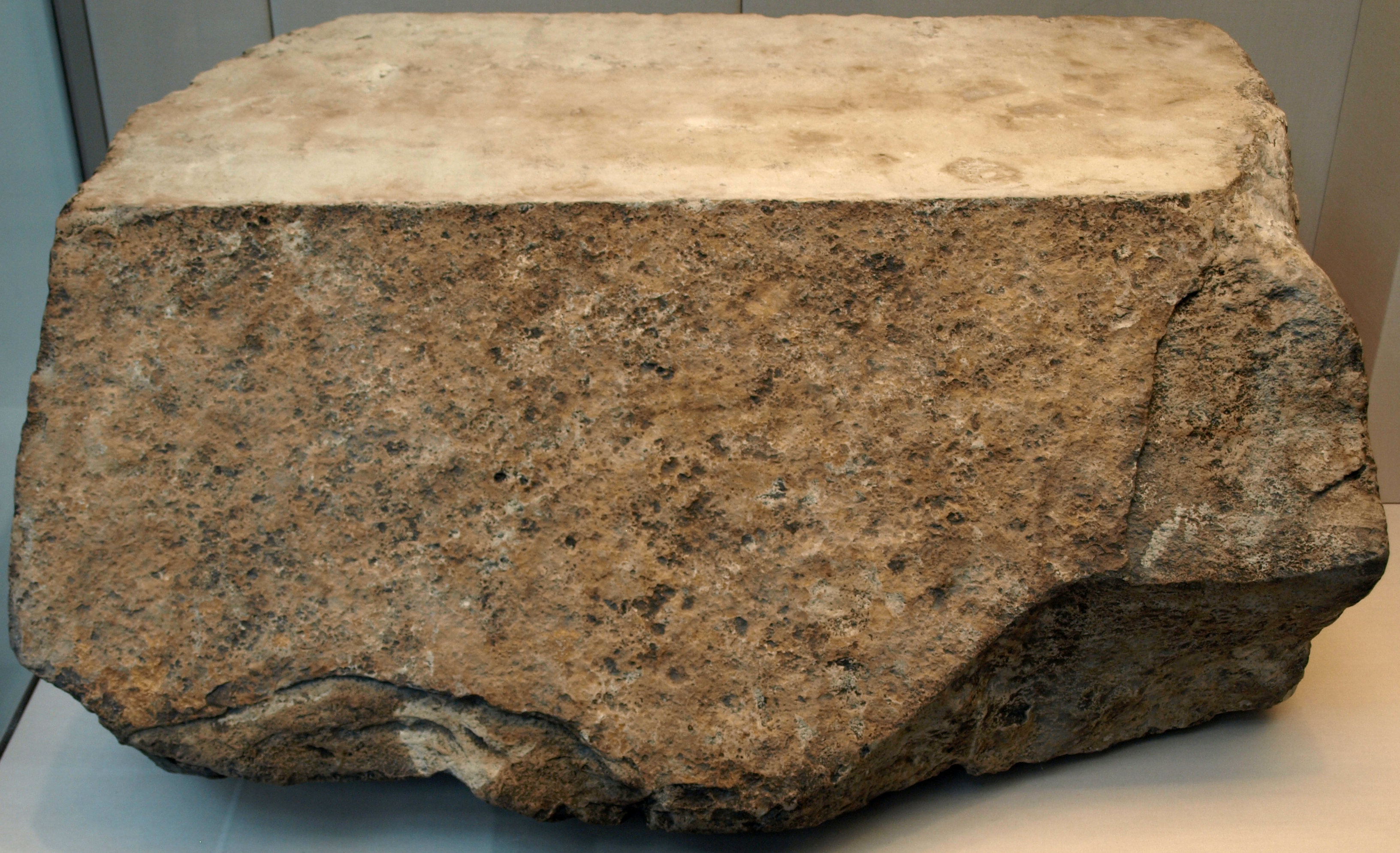
Đá bọc ngoài trưng bày trong Bảo tàng Anh

Khi hoàn thành, Đại kim tự tháp được xây hoàn toàn bằng đá vôi trắng. Các khối gia công chính xác được đặt thành các lớp nằm ngang và gắn cẩn thận với nhau bằng vữa, mặt ngoài của chúng được cắt theo độ dốc và làm nhẵn ở mức độ cao. Cùng nhau chúng tạo ra bốn bề mặt đồng nhất, góc 51°50'40" (một Seked của 5+1/2 palm). Các khối vỏ chưa hoàn thành của các kim tự tháp Menkaure và Henutsen tại Giza gợi lên đề xuất rằng mặt trước chỉ được làm nhẵn sau khi đặt đá, với các đường nối đục đánh dấu vị trí chính xác và nơi đá thừa sẽ phải bị cắt bỏ. 
Chiều cao của các lớp ngang không đồng nhất nhưng thay đổi đáng kể. Lớp cao nhất trong số 203 hàng gạch còn lại nằm ở phía dưới, lớp đầu tiên cao nhất ở 1,49 mét (4,9 ft). Về phía trên cùng, các lớp có xu hướng chỉ cao hơn 1 cubit hoàng gia (0,5 m; 1,7 ft) một chút. Một mô hình bất thường có thể nhận thấy khi xem xét các kích thước theo thứ tự, trong đó chiều cao các lớp giảm đều đặn và ngày càng nhọn dần. 
Cái được gọi là "đá nền" đã hỗ trợ lớp vỏ (không giống như các khối lõi) cũng được chế tạo chính xác và gắn với vỏ bằng vữa. Ngày nay, những viên đá này mang lại cho cấu trúc vẻ ngoài còn nhận thấy được, sau khi kim tự tháp bị tháo dỡ vào thời trung cổ. Năm 1303 sau Công Nguyên, một trận động đất lớn đã làm mất nhiều đá bên ngoài, và còn được cho là đã bị Vương triều Bahri của An-Nasir Nasir-ad-Din al-Hasan sử dụng ở Cairo gần đó vào năm 1356. Muhammad Ali Pasha đã lấy nhiều viên đá vỏ bọc khác vào đầu thế kỷ 19 để xây dựng phần trên của Nhà thờ Hồi giáo Alabaster của ông ở Cairo, không xa Giza. Các nhà thám hiểm sau đó đã báo cáo về những đống đổ nát khổng lồ ở chân của các kim tự tháp còn sót lại sau sự sụp đổ liên tục của các tảng đá bọc, sau đó chúng đã được dọn đi trong quá trình tiếp tục khai quật địa điểm. Ngày nay có thể nhìn thấy một vài viên đá bọc từ hàng thấp nhất in situ ở mỗi bên, với phần được bảo tồn tốt nhất ở phía bắc bên dưới lối vào, do Vyse khai quật năm 1837.
Phần vữa đã được phân tích hóa học và chứa các tạp chất hữu cơ (chủ yếu là than củi), các mẫu trong số đó là cacbon phóng xạ có niên đại 2871–2604 trước Công nguyên. Có giả thuyết rằng vữa cho phép thợ xây đặt đá chính xác bằng cách cung cấp một lớp nền.
Người ta cho rằng một số hoặc tất cả đá vỏ được đúc ngay tại chỗ, thay vì khai thác và di chuyển, nhưng bằng chứng khảo cổ và phân tích thạch học cho thấy điều này không đúng như vậy.
Petrie ghi chú vào năm 1880 rằng các mặt của kim tự tháp, như chúng ta thấy ngày nay, là "rõ là rỗng" và "mỗi mặt có một loại rãnh đặc biệt ở giữa mặt", mà ông lý luận là do sự gia tăng độ dày của vỏ ở những khu vực này. Một cuộc khảo sát bằng tia laser vào năm 2005 đã xác nhận sự tồn tại của các dị thường này, ở một mức độ nào đó, có thể là do đá bị hư hỏng và bị bỏ đi. Trong các điều kiện ánh sáng nhất định và với việc nâng cao hình ảnh, các mặt có thể bị tách ra, dẫn đến suy đoán rằng kim tự tháp đã được cố ý xây dựng tám mặt.

### Chóp tháp và phần đỉnh bị thiếu
Trên đỉnh kim tự tháp đã từng gắn một viên đá tảng được gọi là pyramidion (chóp kim tự tháp, số nhiều: pyramidia). Vật liệu làm ra nó vẫn còn nằm trong vòng suy đoán; Đá vôi, đá granit hoặc đá bazan thường được đề xuất, trong khi với nền văn hóa phổ biến, nó thường là vàng nguyên khối hoặc mạ vàng. Tất cả triều đại thứ 4 đều biết các pyramidia (của Kim tự tháp Đỏ, Kim tự tháp vệ tinh Khufu (G1-d) và Kim tự tháp Menkaure của Nữ hoàng (G3-a)) là bằng đá vôi trắng và không mạ vàng. Chỉ từ triều đại thứ 5 trở đi mới có bằng chứng về những viên đá quý mạ vàng; ví dụ: một khung cảnh trên đường đắp cao của Sahure nói về "chóp tháp bằng vàng trắng thuộc về kim tự tháp Soul Shines của Sahure".
Chóp tháp của Đại Kim tự tháp đã biến mất trong thời cổ đại, khi Pliny the Elder và các tác giả sau này báo cáo về một phần trên đỉnh của nó. Ngày nay, kim tự tháp ngắn hơn khoảng 8 mét (26 ft) so với khi còn nguyên vẹn, với khoảng 1.000 tấn vật liệu bị thiếu trên đỉnh.
Năm 1874, một nhà thiên văn học người Scotland là Sir David Gill đã lắp đặt một cột buồm trên đỉnh để quan sát hiện tượng đi qua của sao Kim hiếm hoi, đã được mời tham gia khảo sát Ai Cập và bắt đầu bằng việc khảo sát Đại kim tự tháp. Kết quả đo kim tự tháp của ông chính xác đến 1 mm và cột buồm khảo sát vẫn còn ở vị trí đó cho đến ngày nay.

## Nội thất bên trong
| 1. Lối vào ban đầu                                         |
| 2. Đường hầm của bọn cướp (lối vào dành cho khách du lịch) |
| 3, 4. Lối đi xuống                                         |
| 5. Phòng dưới lòng đất                                     |
| 6. Lối đi lên                                              |
| 7. Phòng Nữ hoàng và "trục không khí" của nó               |
| 8. Lối đi ngang                                            |
| 9. Phòng trưng bày lớn                                     |
| 10. Phòng Nhà vua & "trục không khí" của nó                |
| 11. Trục giếng & Giếng trời                                |

Sơ đồ độ cao của các cấu trúc bên trong của Đại kim tự tháp. Các đường bên trong và bên ngoài cho biết hình dạng hiện tại và ban đầu của kim tự tháp.

Cấu trúc bên trong bao gồm ba phòng chính (Phòng của Vua-, Nữ hoàng- và Phòng dưới lòng đất), Phòng trưng bày lớn và các hành lang và trục khác nhau.
Có hai lối vào kim tự tháp: lối đi ban đầu và lối đi bắt buộc, chúng gặp nhau tại một đường giao nhau. Từ đó, một lối đi xuống Căn phòng dưới lòng đất, trong khi lối đi khác đi đến Phòng trưng bày lớn. Từ đầu thư viện, bạn có thể đi ba con đường:
- một trục thẳng đứng dẫn xuống, qua một hang động, để gặp Lối đi xuống,
- một hành lang ngang dẫn đến Phòng Nữ hoàng,
- và con đường dẫn lên Phòng trưng bày đến Phòng Nhà Vua, nơi chứa quan tài.

Cả Phòng Nhà vua và Nữ hoàng đều có một cặp "trục không khí" nhỏ. Phía trên Phòng của Nhà vua là một loạt năm Buồng thông.

### Cổng vào

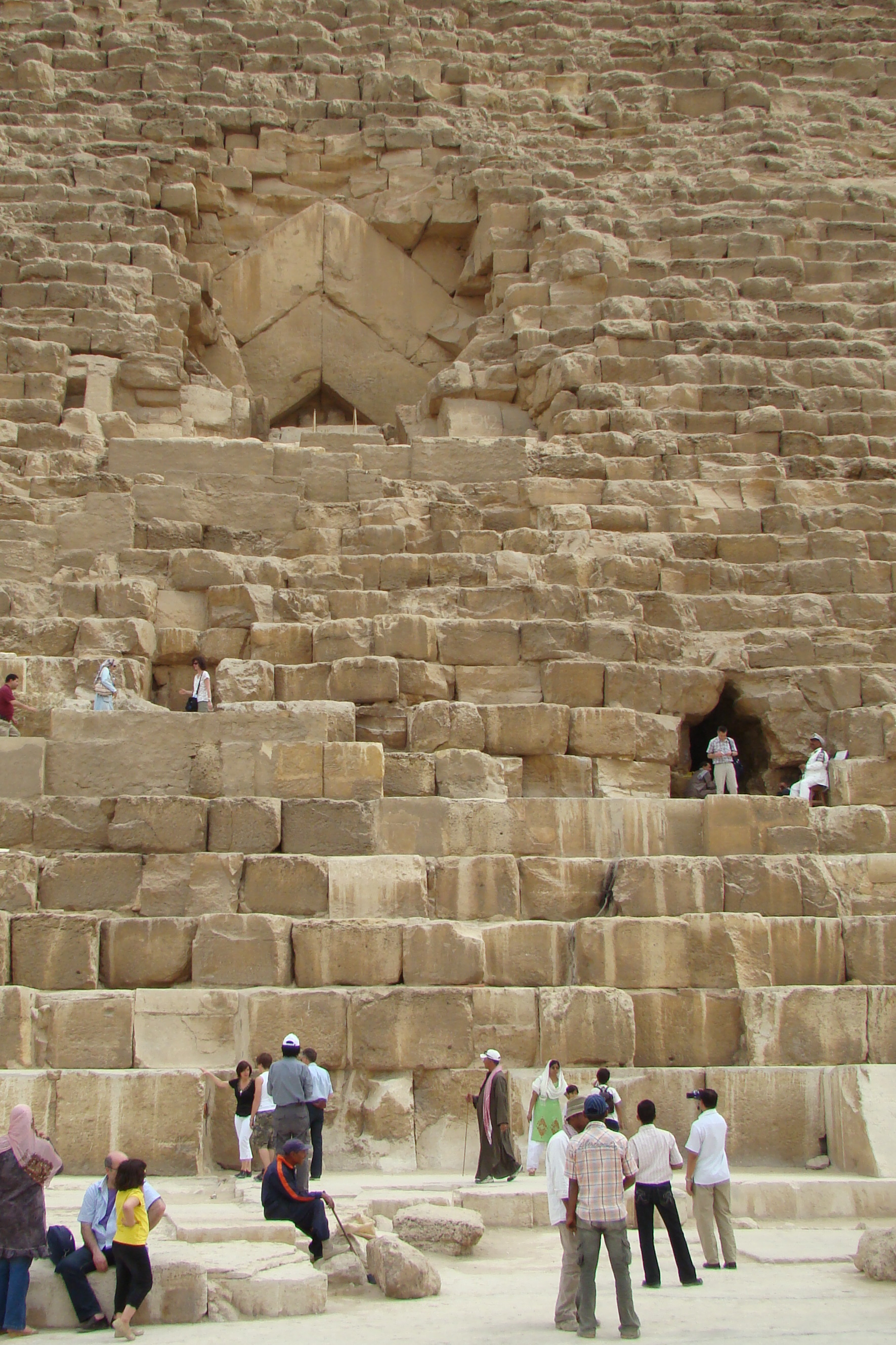
Lối vào ban đầu (Trên cùng bên trái), Đường hầm của những tên cướp (Giữa bên phải)

#### Lối vào ban đầu
Lối vào ban đầu nằm ở phía bắc, 15 cubit hoàng gia (7,9 m; 25,8 ft) phía đông của đường tâm của kim tự tháp. Trước khi loại bỏ vỏ bọc vào thời trung cổ, kim tự tháp đã được đi vào qua một lỗ trong lớp xây thứ 19, khoảng 17 mét (56 ft) trên nền của kim tự tháp. Chiều cao của lớp đó – 96 xentimét (3,15 ft) – tương ứng với kích thước của đường hầm lối vào, thường được gọi là Lối đi xuống. Theo Strabo (64–24 trước Công nguyên), một tảng đá có thể di chuyển được có thể được nâng lên để đi vào hành lang dốc này, tuy nhiên người ta không biết nó là một bổ sung sau này hay là nguyên bản.
Một hàng trang trí chuyển hướng trọng lượng ra khỏi cửa ra vào. Các mặt nghiêng mà chúng từng nằm trên cho thấy một vài trong số các khối trang trí này hiện đã bị mất, vì
Nhiều hình vẽ graffiti, chủ yếu là hiện đại, được cắt trên những viên đá xung quanh lối vào. Đáng chú ý nhất là một văn bản chữ tượng hình lớn, vuông được chạm khắc để vinh danh Frederick William IV, bởi chuyến thám hiểm người Phổ của Karl Richard Lepsius đến Ai Cập năm 1842.

##### Hành lang phía Bắc
Vào năm 2016, nhómScanPyramids đã phát hiện ra một lỗ hổng phía sau các chữ V lối vào bằng cách sử dụng muography, được xác nhận vào năm 2019 ít nhất là một hành lang 5 mét (16 ft) dài, chạy ngang hoặc dốc lên trên (do đó không song song với Lối đi xuống). Cho dù nó có kết nối với Big Void phía trên Phòng trưng bày lớn hay không vẫn còn phải xem xét.

#### Đường hầm của bọn cướp
Ngày nay khách du lịch vào Đại kim tự tháp thông qua Đường hầm của bọn cướp, đường hầm từ lâu đã được cắt thẳng qua khối xây của kim tự tháp. Lối vào là từ lớp thứ 6 và thứ 7 của vỏ, khoảng 7 mét (23 ft) phía trên phần nền. Sau khi chạy thẳng và ngang nhiều hơn hoặc ít hơn 27 mét (89 ft) nó rẽ ngoặt sang trái để gặp những viên đá chặn trong Lối đi lên. Có thể đi vào Lối đi xuống từ thời điểm này nhưng thường bị cấm vào.
Nguồn gốc của Đường hầm của bọn cướp này là chủ đề của nhiều cuộc thảo luận học thuật. Theo truyền thống, hố sâu được tạo ra vào khoảng năm 820 sau Công nguyên bởi những người thợ của caliph al-Ma'mun với một phiến đá phá thành. Việc đào bới làm bật tung tảng đá trên trần của Lối đi xuống, nơi che khuất lối vào của Lối đi lên, mớ hỗn tạp của hòn đá đó rơi xuống và sau đó trượt xuống Lối đi xuống, cảnh báo họ cần phải rẽ trái. Tuy nhiên, không thể loại bỏ những viên đá này, những người thợ đã đào hầm bên cạnh xuyên qua lớp đá vôi mềm hơn của Kim tự tháp cho đến khi họ đến Lối đi lên.
Do một số khác biệt về lịch sử và khảo cổ, nhiều học giả (với Antoine de Sacy có lẽ là người đầu tiên) cho rằng câu chuyện này là giả tạo. Họ cho rằng nhiều khả năng đường hầm đã được chạm khắc ngay sau khi niêm phong kim tự tháp ban đầu. Các học giả tiếp tục cho biết, đường hầm này sau đó đã đóng lại (có thể là trong thời Khôi phục Ramesside), và cuộc thám hiểm vào thế kỷ thứ chín của al-Ma'mun đã xóa sạch. Lý thuyết này càng được củng cố bởi báo cáo của tộc trưởng Dionysius I Telmaharoyo, ông đã tuyên bố rằng trước chuyến thám hiểm của al-Ma'mun, đã có một lỗ thủng ở mặt phía bắc của kim tự tháp kéo dài vào cấu trúc tới 33 mét (108 ft) trước khi đi vào ngõ cụt. Điều này cho thấy rằng một số loại đường hầm của bọn cướp có trước al-Ma'mun, và họ chỉ đơn giản là mở rộng nó và dọn sạch các mảnh vỡ.

### Lối đi xuống
Từ lối vào ban đầu, một lối đi xuống xuyên qua khối xây của kim tự tháp và sau đó đi vào nền đá bên dưới nó, cuối cùng dẫn đến Căn phòng dưới lòng đất.
Nó có chiều cao nghiêng là 4 feet Ai Cập (1.20 m; 3.9 ft) và chiều rộng của 2 cubits (1,0 m; 3,4 ft). Góc 26°26'46" của nó tương ứng với tỷ lệ 1 đến 2.
Sau28 mét (92 ft), sẽ đến điểm cuối thấp hơn của Lối đi lên; một lỗ thủng trên trần nhà, bị chặn bởi đá granit và có thể ban đầu đã bị che đi. Để phá vỡ những tảng đá cứng này, người ta đã đào một đường hầm ngắn nối với phần cuối của Đường hầm của bọn cướp. Nó đã mở rộng theo thời gian và vừa với cầu thang.
Đoạn tiếp tục đi xuống và đến một đoạn khác72 mét (236 ft), bây giờ thông qua nền tảng thay vì cấu trúc thượng tầng kim tự tháp. Những thanh hướng dẫn lười biếng được sử dụng để chặn bộ phận này bằng gạch vụn để tránh phải dẫn người xuống và quay ngược trục dài, cho đến khoảng năm 1902 khi Covington lắp đặt một cửa sắt có khóa móc để ngăn chặn hoạt động này. Gần cuối phần này, trên bức tường phía tây, là kết nối với trục thẳng đứng dẫn đến Phòng trưng bày lớn.
Một trục nằm ngang nối phần cuối của Đoạn đi xuống với Căn phòng dưới lòng đất, Nó có chiều dài là 8,84 m (29,0 ft), rộng 85 cm (2,79 ft) và cao 91–95 cm (2,99–3,12 ft). Một chỗ lõm nằm ở cuối bức tường phía tây, lớn hơn một chút so với đường hầm, trần nhà không đều và trống không.

### Phòng ngầm dưới lòng đất

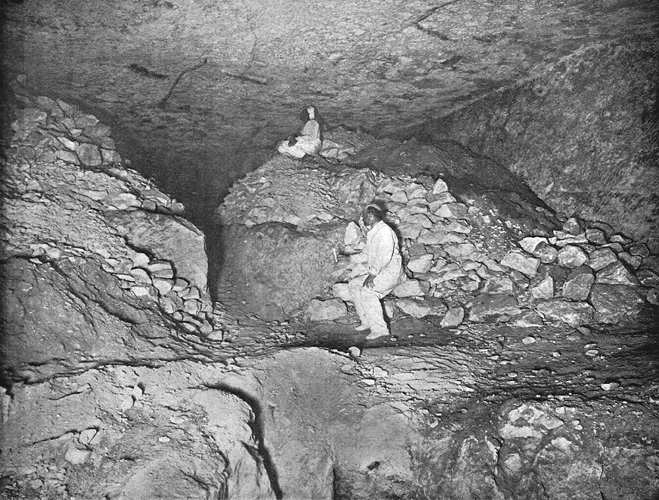
Căn phòng ngầm (nhìn về phía tây) vào năm 1909 với đống đổ nát từ cuộc khai quật Pit Shaft vẫn lấp đầy căn phòng.

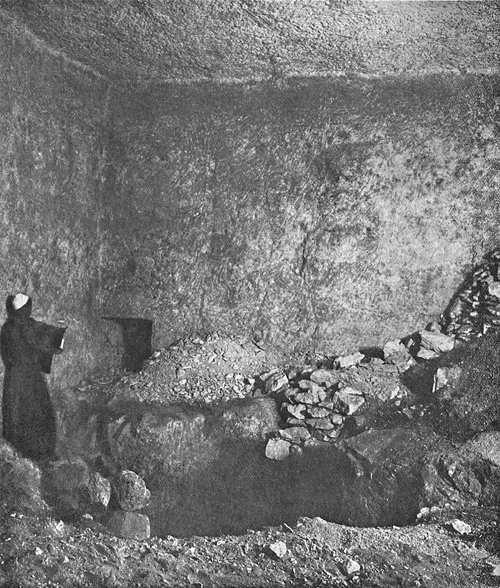
Phòng dưới lòng đất (nhìn về phía nam) với Pit Shaft trên sàn và lối vào hành lang mù.

Phòng dưới lòng đất, hay còn gọi là "Hố", là phòng thấp nhất trong số ba phòng chính và là phòng duy nhất được đào vào nền móng bên dưới kim tự tháp.
Nằm 27 m (89 ft) sâu bên dưới tầng nền, với số đo đại khái bắc nam 16 cubits (8,4 m; 27,5 ft) đông-tây 27 cubits (14,1 m; 46,4 ft), với chiều cao xấp xỉ 4 m (13 ft).
Nửa phía tây của căn phòng, ngoài trần nhà, còn chưa hoàn thành, với những đường hào do những người khai thác đá chạy từ đông sang tây để lại. Một phần hốc đã bị cắt vào từ nửa phía bắc của bức tường phía tây. Duy nhất chỉ có chỗ lõm, qua Lối đi xuống, nằm ở cuối phía đông của bức tường phía bắc.
Mặc dù dường như mới được biết đến trong thời cổ đại, theo Herodotus và các tác giả sau này, sự tồn tại của nó đã bị lãng quên vào thời Trung cổ cho đến khi được khám phá lại vào năm 1817, khi Giovanni Caviglia dọn sạch đống đổ nát chặn Lối đi xuống.
Đối diện với lối vào, một hành lang mù chạy thẳng về phía nam 11 m (36 ft) và tiếp tục uốn cong một chút khoảng 5,4 m (18 ft), đo khoảng 0,75 m (2,5 ft) mét vuông. Một ký tự Hy Lạp hoặc La Mã trên trần nhà với ánh sáng của một ngọn nến, cho thấy rằng căn phòng thực sự có thể đã có người bước vào từ Thời kỳ cổ điển.
Ở giữa nửa phía đông, một lỗ lớn được mở ra, gọi là Pit Shaft hoặc Shaft của Perring. Phần trên cùng có thể có nguồn gốc cổ xưa, rộng khoảng 2 m (6,6 ft) mét vuông và sâu 1,5 m (4,9 ft), căn chỉnh theo đường chéo với buồng. Caviglia và Salt đã mở rộng nó đến độ sâu khoảng 3 m (9,8 ft). Năm 1837 Vyse hướng trục bị chìm xuống độ sâu 50 ft (15 m), với hy vọng phát hiện ra khoang chứa nước mà Herodotus ám chỉ. Chiều rộng hẹp hơn một chút vào khoảng 1,5 m (4,9 ft). Không có khoang nào được phát hiện sau khi Perring và các công nhân của ông đã trải qua một năm rưỡi đục xuyên qua lớp đá gốc đến mực nước lúc bấy giờ của sông Nile, một số nơi sâu đến 12 m (39 ft) sâu hơn nữa. Đống đổ nát được tạo ra trong quá trình hoạt động này tích tụ khắp buồng. Petrie khi ghé thăm vào năm 1880, phát hiện ra trục được lấp đầy một phần bởi nước mưa chảy tràn xuống Lối đi xuống. Năm 1909, khi các hoạt động khảo sát của anh em nhà Edgar bị cản trở bởi vật chất, họ chuyển cát và đá nhỏ trở lại trục, để lại phần trên sạch sẽ. Chiếc trục sâu đôi khi bị nhầm là một phần của thiết kế ban đầu .
Ludwig Borchardt cho rằng Căn phòng dưới lòng đất ban đầu được lên kế hoạch làm nơi chôn cất pharaoh Khufu, nhưng nó đã bị bỏ hoang trong quá trình xây dựng vì một căn phòng cao hơn trong kim tự tháp sẽ thích hợp hơn.

### Lối đi lên

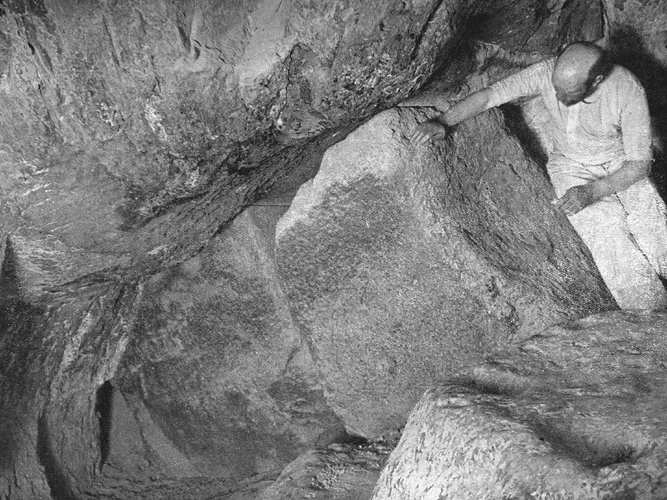
Hai viên đá granit phía trên Lối đi lên, nhìn từ cuối Đường hầm của bọn cướp

Lối đi lên kết nối Lối đi xuống với Phòng trưng bày lớn. Dài 75 cubits (39,3 m; 128,9 ft), có cùng chiều rộng và chiều cao với trục mà nguồn, mặc dù góc thấp hơn một chút ở 26°6'.
Đầu dưới của trục cắm ba viên đá granit, được trượt xuống từ Phòng trưng bày lớn để bịt kín đường hầm. Chúng dài 1,57 m (5,2 ft), 1,67 m (5,5 ft) và 1 m (3,3 ft) tương ứng. Phần trên cùng bị hư hại nặng, do đó ngắn hơn. Phần cuối của Đường hầm của bọn cướp nằm bên dưới những phiến đá, vì vậy một đường hầm ngắn đã được đào xung quanh chúng để có thể đi đến Lối đi xuống, vì đá vôi xung quanh mềm hơn đáng kể và dễ làm việc hơn.
Hầu hết các khớp nối giữa các khối tường chạy vuông góc với sàn, có hai trường hợp ngoại lệ. Thứ nhất, những khớp ở một phần ba phía dưới của hành lang là thẳng đứng. Thứ hai, ba viên đá dầm được chèn vào gần giữa (cách nhau khoảng 10 cubit), có lẽ là để ổn định đường hầm.

### Trục giếng và Hang động

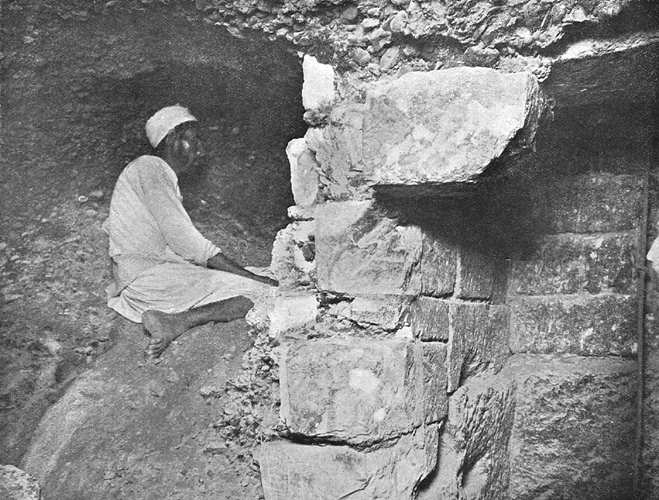
Đường vào Hang động (trái) thông qua bức tường vỡ của Trục Giếng (phải)

Trục giếng (còn được gọi là Trục phục vụ hoặc Trục dọc) liên kết phần dưới của Phòng trưng bày lớn với phần cuối của Lối đi xuống, khoảng 50 mét (160 ft) ở phía dưới.
Nửa trên đi qua khối xây hạt nhân của hình chóp. Lúc đầu, nó chạy thẳng đứng trong khoảng 8 mét (26 ft), sau đó hơi nghiêng về phía nam trong cùng một khoảng cách, cho đến khi chạm vào nền đá khoảng 5,7 mét (19 ft) trên nền của kim tự tháp. Một phần thẳng đứng khác đi xuống sâu hơn, được lót một phần bằng khối xây đã bị phá vỡ tới một cái hốc được gọi là Grotto. Nửa dưới của Trục giếng đi qua nền đá một góc khoảng 45° với 26,5 mét (87 ft) trước một đoạn dốc hơn, dài 9,5 mét (31 ft), dẫn đến điểm thấp nhất của nó. Phần cuối cùng của 2,6 mét (8,5 ft) kết nối nó với Lối đi xuống, chạy gần như nằm ngang. Các nhà xây dựng rõ ràng đã gặp khó khăn khi căn chỉnh lối ra phía dưới.
Mục đích của trục thường được giải thích là trục thông gió cho Phòng dưới lòng đất và như một trục thoát hiểm cho những công nhân trượt các tảng đá chặn Lối đi lên vào đúng vị trí.
Hang là một hang động đá vôi tự nhiên có khả năng đã từng lấp đầy bởi cát và sỏi trước khi xây dựng, và trước cả khi bị bọn cướp phá rỗng. Một khối đá granit nằm trong đó có khả năng có nguồn gốc từ cổng vòm đã từng phong tỏa Phòng Nhà Vua.

### Phòng Nữ hoàng

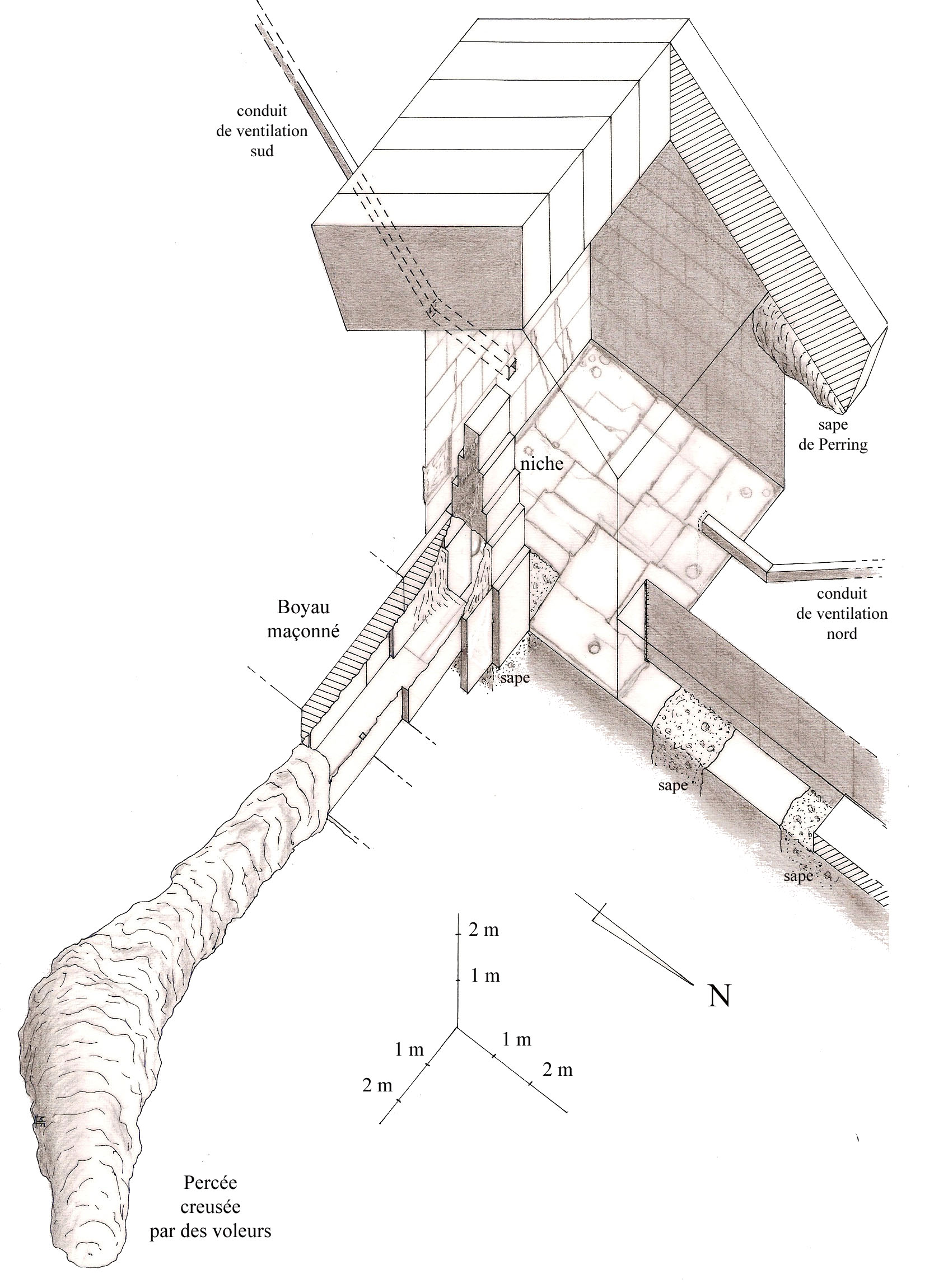
Chế độ xem hình chiếu trục đo của Phòng Nữ hoàng

### Phòng trưng bày lớn

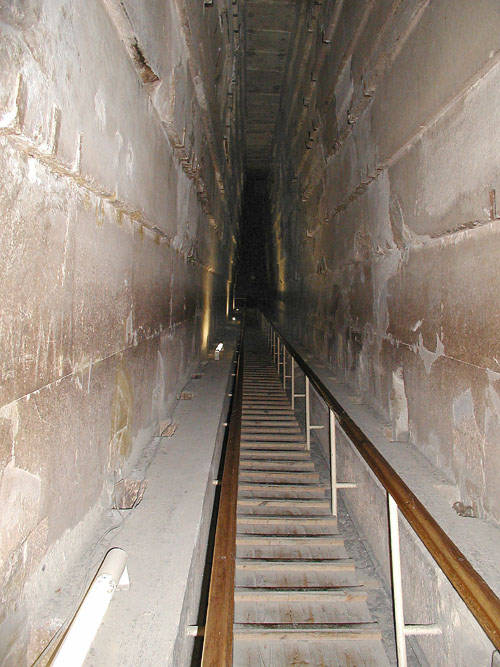
Phòng trưng bày lớn (với lối đi hiện đại ở giữa)

### Antechamber

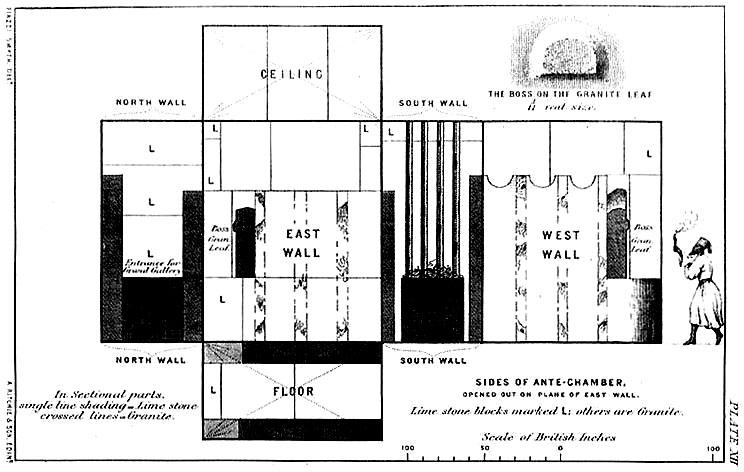
Sơ đồ của Antechamber

### Phòng Nhà Vua

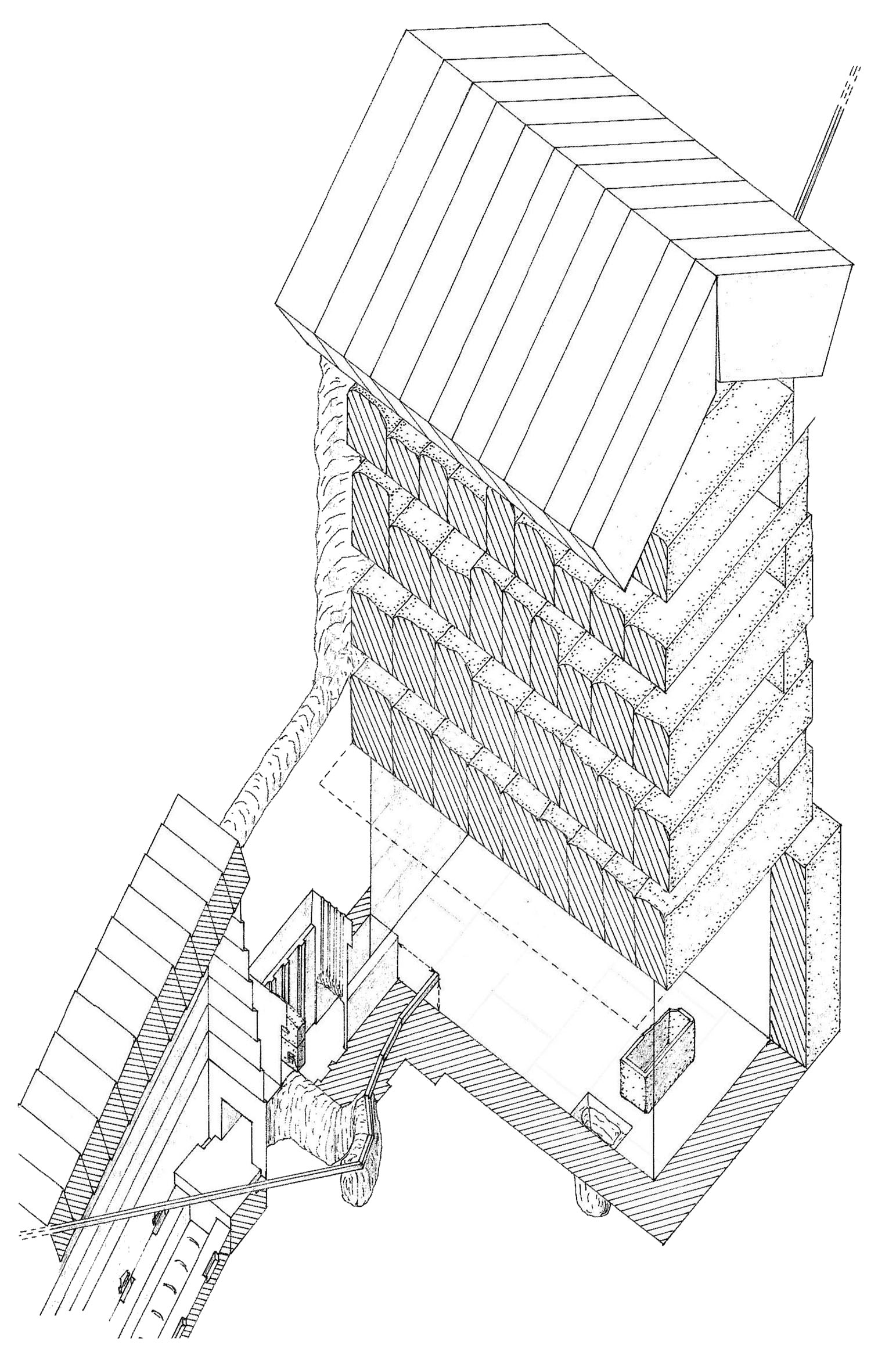
Chế độ xem hình chiếu trục đo của Phòng Nhà Vua

#### Sarcophagus

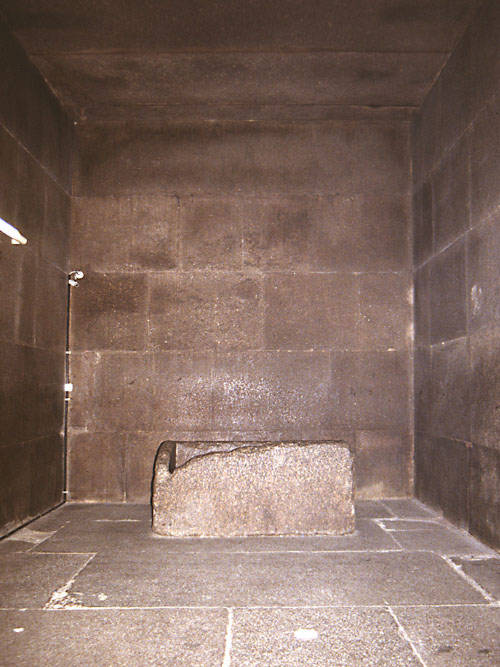
Quách trong Phòng Nhà Vua

### Buồng giảm áp

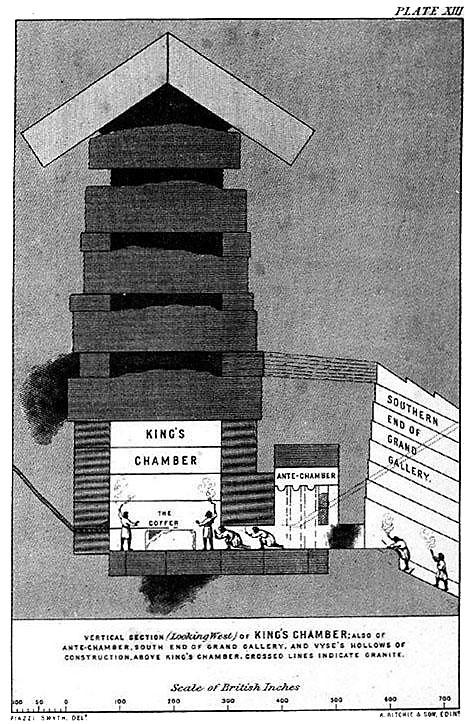
Các buồng giảm áp trên Phòng Nhà Vua, Smyth năm 1877

## Khu phức hợp kim tự tháp
Đại kim tự tháp bao quanh bởi một khu phức hợp gồm một số tòa nhà, bao gồm cả các kim tự tháp nhỏ.

### Đền và đường đắp cao

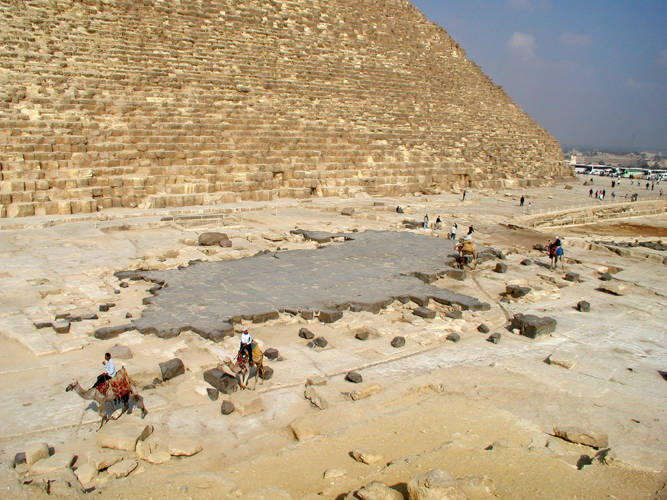
Dấu tích của nền đá bazan của ngôi đền ở chân phía đông của kim tự tháp

Đền Kim tự tháp, đứng ở phía đông của kim tự tháp và đo 52,2 mét (171 ft) từ bắc xuống nam và 40 mét (130 ft) từ đông sang tây, đã gần như biến mất hoàn toàn. Chỉ còn lại một số đá lát bazan đen. Chỉ có một số tàn tích của con đường đắp cao liên kết kim tự tháp với thung lũng và Đền Thung lũng. Đền Thung lũng chôn cất bên dưới ngôi làng Nazlet el-Samman; đã tìm thấy những bức tường đá vôi và lát đá bazan nhưng địa điểm vẫn chưa được khai quật.

### Khu mộ hướng đông
Ngôi mộ của Queen Hetepheres I, em gái của Sneferu và mẹ của Khufu, nằm cách Đại kim tự tháp khoảng 110 mét (360 ft) về phía đông. Được phát hiện tình cờ bởi đoàn thám hiểm Reisner, nơi chôn cất vẫn còn nguyên vẹn, mặc dù chiếc quan tài niêm phong cẩn thận đã được chứng minh là trống rỗng.

#### Kim tự tháp con
Ở đầu phía nam của phía đông là bốn kim tự tháp phụ. Ba kim tự tháp vẫn có độ cao gần như đầy đủ thường được gọi là Kim tự tháp Nữ hoàng (G1-a, G1-b và G1-c). Kim tự tháp vệ tinh thứ tư, nhỏ hơn (G1-d), đã bị hủy hoại đến nỗi sự tồn tại của nó chưa từng được biết đến cho đến khi phát hiện ra phiến đá đầu tiên và sau đó, phần còn lại của nó lộ ra trong các cuộc khai quật năm 1991–93.

### Thuyền

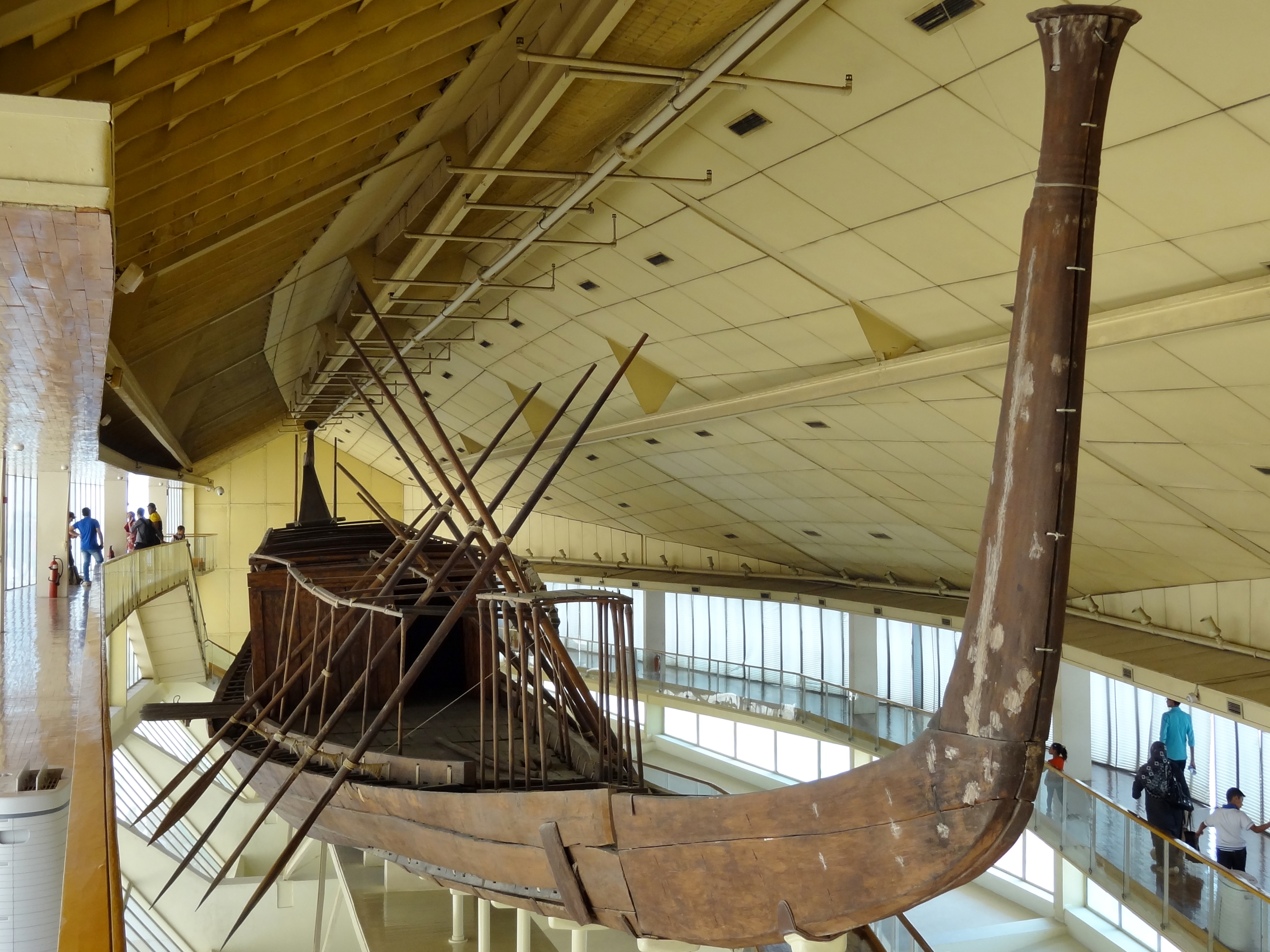
Tàu Khufu sau khi khôi phục lại được trưng bày tại Bảo tàng thuyền Giza Solar, hiện được chuyển đến Bảo tàng Grand Ai Cập

Ba hố hình con thuyền nằm ở phía đông của kim tự tháp. Chúng có kích thước và hình dạng đủ lớn để chứa những con thuyền hoàn chỉnh, mặc dù nông đến mức bất kỳ cấu trúc thượng tầng nào, nếu từng có, đều phải bị dỡ bỏ hoặc tháo rời.
Hai hố thuyền bổ sung, dài và hình chữ nhật, được tìm thấy ở phía nam của kim tự tháp, vẫn được bao phủ bởi những phiến đá nặng tới 15 tấn.
Công trình đầu tiên trong số này được nhà khảo cổ học Ai Cập Kamal el-Mallakh phát hiện tháng 5 năm 1954. Bên trong là 1.224 mảnh gỗ, dài nhất 23 mét (75 ft), ngắn nhất 10 xentimét (0,33 ft). Những thứ này được giao cho một người thợ đóng thuyền là Haj Ahmed Yusuf, ông đã tìm ra cách để ghép các mảnh lại với nhau. Toàn bộ quá trình, bao gồm bảo tồn và làm thẳng gỗ cong vênh, mất mười bốn năm. Kết quả là một chiếc thuyền làm bằng gỗ tuyết tùng dài 43,6 mét (143 ft), các tấm gỗ của nó nối kết lại với nhau bằng dây, ban đầu nằm trong Bảo tàng thuyền Giza Solar, một bảo tàng hình con thuyền đặc biệt, có máy lạnh bên cạnh kim tự tháp. Nó hiện nằm trong Bảo tàng Grand Egypt.
Trong quá trình xây dựng bảo tàng này vào những năm 1980, hố thuyền kín thứ hai đã được phát hiện. Nó vẫn chưa mở cho đến năm 2011, khi việc khai quật bắt đầu trên con thuyền.

### Thị trấn kim tự tháp
Một công trình đáng chú ý bên cạnh quần thể kim tự tháp Giza là bức tường đá cực lớn, Bức tường của Quạ. Mark Lehner đã khám phá ra một thị trấn công nhân bên ngoài bức tường, còn được gọi là "Thành phố đã mất", có niên đại vào khoảng thời gian trị vì của Khafre (2520–2494 trước Công nguyên) và Menkaure (2490–2472 TCN) dựa trên phong cách đồ gốm, dấu ấn và địa tầng theo triều đại đã được xây dựng và chiếm đóng. Vào đầu thế kỷ 21, Lehner và nhóm của ông đã thực hiện một số khám phá, bao gồm cả những gì dường như là một khu cảng thịnh vượng, gợi ý về thị trấn và các khu sinh sống liên quan, bao gồm các doanh trại được gọi là "phòng trưng bày", có thể không dành cho các công nhân kim tự tháp, nhưng là dành cho những người lính và thủy thủ sử dụng cảng. Với phát hiện mới này, về nơi mà các công nhân kim tự tháp có thể đã sống sau đó, Lehner đề xuất khả năng thay thế họ là có thể đã cắm trại trên những con dốc mà ông tin rằng đã dùng để xây dựng các kim tự tháp, hoặc có thể tại các mỏ đá gần đó.
Vào đầu những năm 1970, nhà khảo cổ học người Úc Karl Kromer đã khai quật một gò đất ở Cánh đồng Nam của cao nguyên. Nó được tìm thấy có chứa các đồ tạo tác bao gồm cả con dấu bằng gạch bùn của Khufu, mà ông đã xác nhận với một khu định cư của các nghệ nhân. Các tòa nhà bằng gạch bùn ở ngay phía nam của Đền Thung lũng Khufu chứa các vật liệu niêm phong bằng bùn của Khufu và được gợi ý là một khu định cư phục vụ cho sự sùng bái Khufu sau khi ông qua đời. Một nghĩa trang của công nhân được sử dụng ít nhất là từ thời trị vì của Khufu đến cuối Vương triều thứ Năm đã được Hawass phát hiện ở phía nam của Bức tường Quạ năm 1990.

## Cướp bóc
Các tác giả Bob Brier và Hoyt Hobbs cho rằng "tất cả các kim tự tháp đã bị cướp" bởi Tân Vương quốc ngay từ khi việc xây dựng các lăng mộ hoàng gia ở Thung lũng các vị vua bắt đầu. Joyce Tyldesley nói rằng bản thân Đại kim tự tháp "được cho là đã bị Vương quốc Trung cổ mở ra và vét sạch", trước khi caliph Al-Ma'mun người Ả Rập vào kim tự tháp vào khoảng năm 820 sau Công nguyên.
I. E. S. Edwards thảo luận về việc Strabo từng đề cập rằng kim tự tháp "đi lên phía trên một chút có một viên đá có thể lấy ra, đá sẽ được nâng lên tạo ra một lối đi dốc dẫn đến phần nền móng". Edwards cho rằng kim tự tháp đã bị bọn cướp đột nhập sau khi Vương quốc cũ kết thúc và bị phong ấn rồi mở ra lại nhiều lần cho đến khi cánh cửa của Strabo được thêm vào. Ông nói thêm: "Nếu phỏng đoán mang tính suy đoán cao này là chính xác, thì cũng cần phải giả định rằng sự tồn tại của cánh cửa đã bị lãng quên hoặc lối vào một lần nữa bị chặn bằng đá ốp", để giải thích tại sao al-Ma'mun có thể không tìm thấy lối vào. Các học giả như Gaston Maspero và Flinders Petrie đã lưu ý có bằng chứng cho rằng một cánh cửa tương tự đã được tìm thấy tại Kim tự tháp Bent của Dashur.
Herodotus đã đến thăm Ai Cập vào thế kỷ thứ 5 trước Công nguyên và kể lại một câu chuyện mà ông từng nghe kể về những căn hầm dưới kim tự tháp được xây dựng trên một hòn đảo nơi thi thể của Khufu nằm lại. Edwards lưu ý rằng kim tự tháp "gần như chắc chắn đã được mở ra và đồ đạc của nó bị cướp bóc từ rất lâu trước thời Herodotus" và nó có thể đã bị đóng cửa một lần nữa trong Vương triều thứ hai mươi sáu của Ai Cập khi các di tích khác được trùng tu. Ông gợi ý rằng câu chuyện được kể cho Herodotus có thể là kết quả của gần hai thế kỷ kể đi kể lại của các hướng dẫn viên kim tự tháp.